# Fortaleza de Naroá

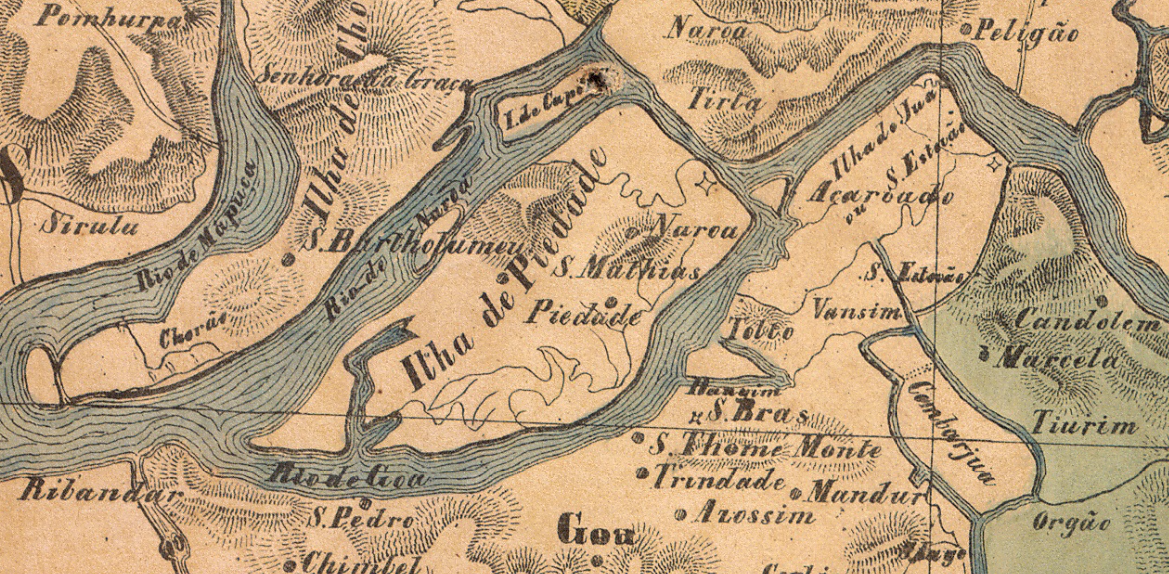
Localização da fortaleza de Naroá na ilha de Divar

A Fortaleza de Naroá situava-se na ponta leste da Ilha de Divar, uma das Ilhas de Goa, perto da cidade de Goa nas Velhas Conquistas. Fora construída como um acampamento militar por um dos sultanatos do Decão no séc. XVI. Após a conquista de Goa pelos portugueses, a fortaleza foi reconstruída e reforçada para proteger a fronteira leste contra as investidas do Sultanato de Bijapur. Após a incorporação das Novas Conquistas no Estado da Índia, o forte perdeu o seu uso e foi, por isso abandonado em 1834.[carece de fontes?]
Tudo o que resta do forte hoje é uma muralha de 10 a 12 metros de comprimento e 6 de altura. Vê-se um cubelo semi-circular apontado a uma das janelas da igreja do lado oposto da rua, com espaço para estar uma pessoa de pé.[carece de fontes?]

## Capela
A Igreja do Espírito Santo é tudo o que resta do forte. Diz-se que foi construída em 1710 pelo capitão Diogo da Silveira. Embora seja hoje conhecida como Igreja do Espírito Santo de Naroá em Divar, a parte central do altar está decorada com um ícone do apóstolo São Tomé.